# Parken Stadion
El Parken Stadion (per raons de patrocini anomenat Telia Parken) és un estadi de futbol situat al districte d'Indre Østerbro a la ciutat de Copenhaguen, capital de Dinamarca. El recinte inaugurat el 1992 té capacitat per 42 305 persones. Ha acollit partits de la UEFA i FIFA.

## Història

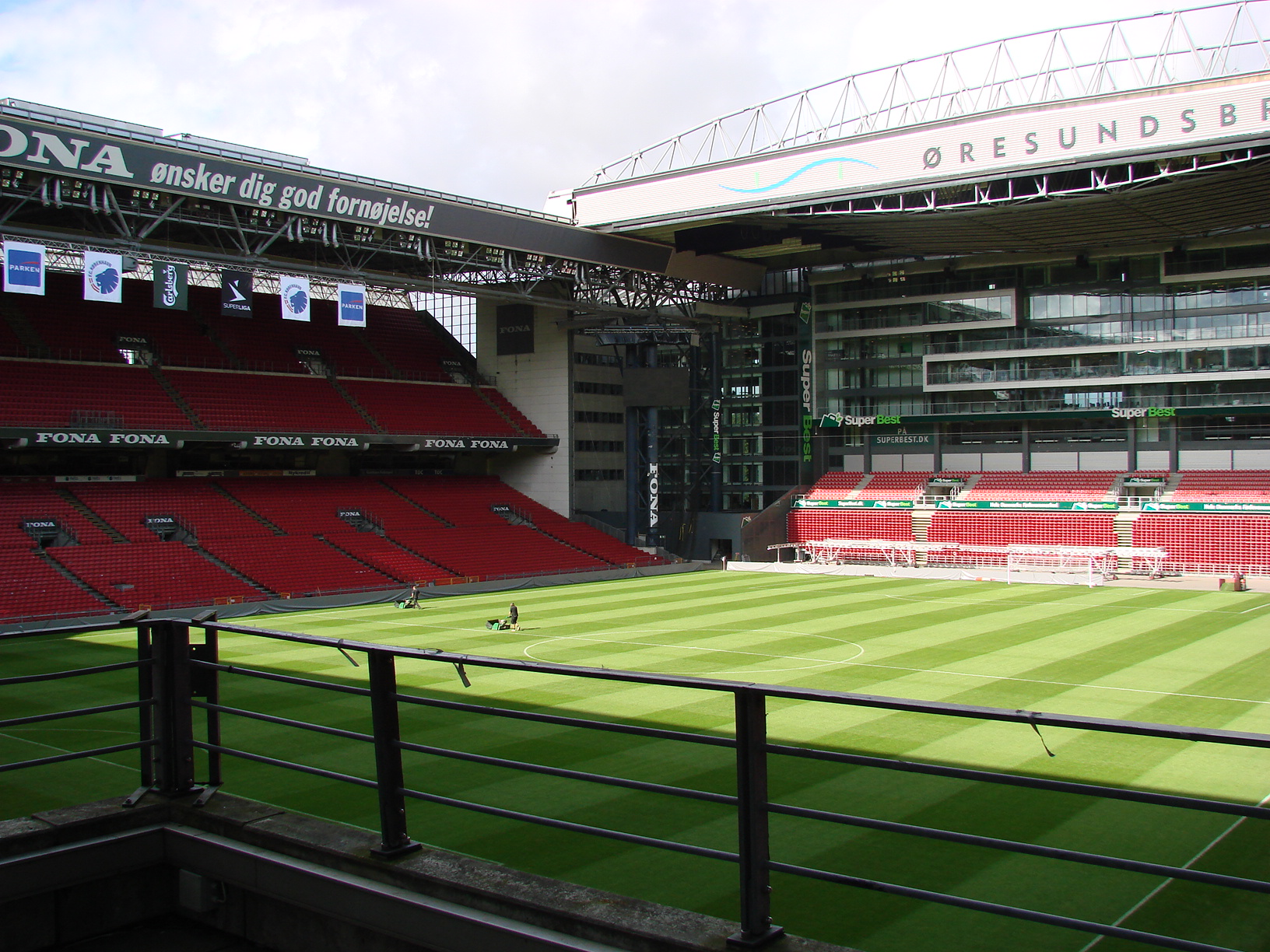
Interior del Parken Stadium.

El Parken Stadion va ser construït en el mateix lloc on hi havia hagut l'estadi nacional de Dinamarca, Idrætsparken entre 1990 i 1992. L'últim partit oficial de la selecció nacional a Idrætsparken va ser en les eliminatòries de l'Eurocopa 1992, en el partit que va perdre 0-2 contra Iugoslàvia el 14 de novembre de 1990. El 9 de setembre de 1992 es va realitzar un partit amistós contra Alemanya i hi va perdre per 1–2.
L'estadi va ser reconstruït per la companyia Baltica Finans A/S garantint a la Unió Danesa de Futbol, que tots els partits nacionals serien jugats a Parken almenys pels propers 15 anys. Tota la reconstrucció va costar 640 milions de corones daneses.
El 1998, Baltica Finans va vendre l'estadi al club FC Copenhaguen per 138 milions de corones daneses, i el club ara és propietari de l'estadi i les instal·lacions adjacents.
Parken va ser inclòs en la llista d'estadis 4 estels de la UEFA a la tardor de 1993, permetent que sigui seleccionat per albergar finals de la Copa UEFA així com de la desapareguda Recopa europea. Tot i que és un estadi de 4 estels, Parken encara no pot organitzar la final de la Lliga de Campions de la UEFA ja que aquesta requereix una capacitat per 50 000 espectadors.
El 2 de juny de 2007 al Parken Stadion un espectador va atacar l'àrbitre durant el partit entre Dinamarca i Suècia en les eliminatòries de l'Eurocopa 2008, i va rebre una sanció i una multa econòmica.

## Espectacles
L'estadi ha acollit una sèrie de concerts multitudinaris com Pink Floyd (en la seva gira The Division Bell el 1994), Madonna, Lady Gaga, Depeche Mode, Pet Shop Boys, Eminem, Tiësto, O2, Robbie Williams, Michael Jackson, etc. El 2001 va acollir el Festival d'Eurovisió concentrant el major aforament de la història d'aquest certamen, 38 000 espectadors.
L'11 de juliol de 2009, Britney Spears va passar per aquest estadi per presentar la seva gira "The Circus Starring: Britney Spears" promovent el seu àlbum Circus, davant de més de 50 mil persones, fent un "ple complet".